# يان هولدن
يان هولدن (بالإنجليزية: Jan Holden) هي ممثلة بريطانية، ولدت في 9 مايو 1931 في ساوثبورت ‏ في المملكة المتحدة، وتوفيت في 11 أكتوبر 2005 في لندن في المملكة المتحدة.

## وصلات خارجية
- يان هولدن على موقع IMDb (الإنجليزية)
- يان هولدن على موقع قاعدة بيانات الفيلم (الإنجليزية)